# Arubolana parvioculata
Arubolana parvioculata är en kräftdjursart som beskrevs av Notenboom 1984. Arubolana parvioculata ingår i släktet Arubolana och familjen Cirolanidae. Inga underarter finns listade i Catalogue of Life.